# Župna crkva sv. Šimuna i Jude Tadeja u Zagrebu
Župna crkva sv. Šimuna i Jude Tadeja katolička je crkva koja se nalazi u zagrebačkom naselju Markuševec. Sagrađena je 1476. godine na temeljima crkve koje je već postojala na istom mjestu. Posvećena je 1476. godine. Zajedno s kapelom Majke Božje Anđeoske, župnim dvorom, te gospodarskim objektom čini sakralni kompleks koji je zaštićeno kulturno dobro Republike Hrvatske.

## Povijest i arhitektura
Župna crkva sv. Šimuna i Jude Tadeja je romaničko-gotičko-barokna crkva.
Proširena je 1476. godine dogradnjom gotičkoga svetišta. Oktogonalni je zvonik izgrađen 1702. godine, te je povišen 1760. godine. U 16. je stoljeću radi opasnosti od Turaka oko crkve podignut obrambeni zid. Na sjevernoj strani crkve, 1688. godine dograđena je kapela sv. Antuna Padovanskog. Kasnije je ta kapela uklopljena u sjevernu lađu crkve. U to vrijeme su se u crkvi nalazila tri oltara. Na glavnom se nalazio kip Blažene Djevice Marije. Crkva je umjetnički oblikovana u 18. stoljeću zahvaljujući inicijativi župnika Dumbovića. U potresu koji je pogodio Zagreb 1880. godine crkva je značajno uništena. Obnovljena je do 1883. godine prema idejama Hermana Bolléa. Tada je ponovno proširena sa sjeverne strane, dok je s južne strane dograđena sakristija.
Današnji izgled crkve uglavnom potječe s kraja 19. stoljeća. Oba su poligonalna svetišta izvedena s gotičkim križnim svodovima. U apsidi glavne lađe na glavnom drvenom oltaru nalazi se slika s prikazom sv. Šimuna i Jude Tadeja. Oltar s kipom sv. Antuna Padovanskog i s kipovima Male Terezije i sv. Josipa smješten je u apsidu sjeverne lađe. U glavnoj se lađi nalazi propovjedaonica iz 1755. godine. Crkva je i oslikana.
Čitav je kompleks (župna crkva, kapela Majke Božje Anđeoske, župni dvor i gospodarski objekt) opasan 1962. godine novim zidom, dok je djelomično sačuvan kameni cinktor oko crkve iz 1754. godine. Crkva je iznutra ožbukana 1996. godine, unutrašnjost je oličena 2013. godine, a djelomična sanacija vlagom oštećenih dijelova izvršena je 2017. godine. Zvonik crkve je obnovljen 2019. godine.

## Potres 2020. godine
U potresu koji je pogodio Zagreb 22. ožujka 2020. godine crkva je teško oštećena, a u potresu koji je pogodio Hrvatsku u prosincu 2020. godine dodatno je oštećena. Liturgijska slavlja se i u 2025. održavaju u montažnom objektu podignutom u blizini crkve, a obnova župne crkve je u tijeku. Izgradnja privremenog montažnog bogoslužnog objekta započela je studenom 2020. godine, te je bilo planirano da se u montažni objekt premjeste oltari, kipovi i namještaj iz stradale crkve.

## Galerija
- Pogled na crkvu, 2025. - radovi i dalje u tijeku
- Montažni objekt podignut pored crkve
- Montažni bogoslužni prostor u koji su premješteni oltari i kipovi
- Oltar
- Kip Majke Božje
- Kip Antuna Padovanskog
- Oltari i dekoracije, prebačeni u montažni bogoslužni prostor
- Umjetnine
- Oltar
- Oltar i dekoracije